# Mołdawit
Mołdawit (wełtawit, wełtawin, vlatvin) – rodzaj zielonych, przezroczystych lub przeświecających tektytów występujący głównie w iłach południowych Czech i Moraw.

## Nazwa i odkrycie
Nazwa tej odmiany tektytów pochodzi od niemieckiej nazwy rzeki Wełtawa, gdzie po raz pierwszy w 1787 roku został odnaleziony. Alternatywną nazwą języku polskim jest wełtawit. 

## Charakterystyka
Wykształcone zazwyczaj w formie bryłki szkliwa, kuliście, wrzecionowato, nieprawidłowo, czasami z pęcherzykami gazowymi. Mołdawity charakteryzują się nierówną, grudkowatą powierzchnią, zieloną barwą (butelkowa zieleń, czasem inne odcienie zieleni) oraz pobrużdżonym, rowkowatym bądź strzępiastym reliefem. Mają temperaturę topnienia 1300 °C, twardość wynosi od 5,5 do 6,5 w skali Mohsa, a gęstość waha się od 2,30 do 2,39 g/cm³, współczynnik załamania wynosi 1,48–1,50. Pod względem chemicznym zawiera prawie 80% krzemionki, ponad 10% Al
2O
3 i domieszki K
2O, tlenków wapnia i manganu. Może zawierać także niewielkie ilości żelaza, sodu, tytanu i manganu. Największe okazy osiągają 0,5 kg, zwykle jednak ważą około 8 gramów. Szacuje się, że do końca lat 80. XX znaleziono 55 tysięcy mołdawitów.  
Uważa się, że mołdawity powstały w wyniku uderzenia meteorytu, który utworzył krater Ries na południu Niemiec. Podczas uderzenia została uwolniona ogromna ilość energii, powodując stopienie i odparowanie meteorytu oraz otaczających skał. Intensywne ciepło i ciśnienie powstałe w wyniku uderzenia spowodowały wyrzucenie stopionego materiału do atmosfery, nawet na odległość kilkuset kilometrów. Gdy ten stopiony materiał ochładzał się i krzepł w powietrzu, tworzył krople lub fragmenty w kształcie łez, który następnie spadł z powrotem na Ziemię. Wiek krateru szacuje się na 14,8 mln lat, zaś mołdawitów na ok. 14,4–14,9 mln lat (miocen). Prawdziwy mołdawit można rozpoznać po wtrąceniach lechatelierytu. 

## Występowanie
Mołdawity głównie występują na Morawach i w Czechach, ale także znajdowane są w okolicach Drezna (Saksonia), Austrii i Szwajcarii. W 2013 r. opisano występowanie ich na Dolnym Śląsku w okolicach Jaroszowa k. Strzegomia, Gozdnica oraz Mielęcin.

## Kolekcjonerstwo
Kamień ten jest ceniony przez kolekcjonerów, a także jubilerów, którzy stosują go zarówno w postaci nieobrobionej, jak i szlifowanej. W literaturze podaje się, że mołdawity odkryto w II połowie XVIII w.. Szlifowane najczęściej fasetkowo lub jako paciorki czy kaboszony. Obok granatów są uważane jako jedne z najcenniejszych czeskich kamieni jubilerskich. 
W Czechach istnieje kilka muzealnych kolekcji mołdawitów, najczęściej jako część składowa większych zbiorów geologicznych czy mineralogicznych (Praga, Brno, České Budějovice). W Českým Krumlovie znajduje się muzeum poświęcone wyłącznie temu kamieniowi (Muzeum vltavínů, ul. Panská 19, Český Krumlov).

## Galeria

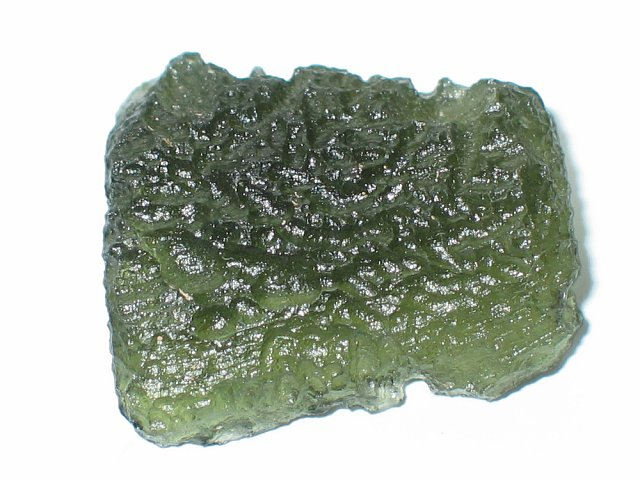
Pobrużdżona powierzchnia mołdawitu
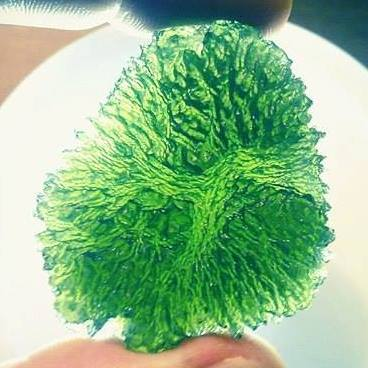
Typowa rzeźba powierzchni mołdawitu
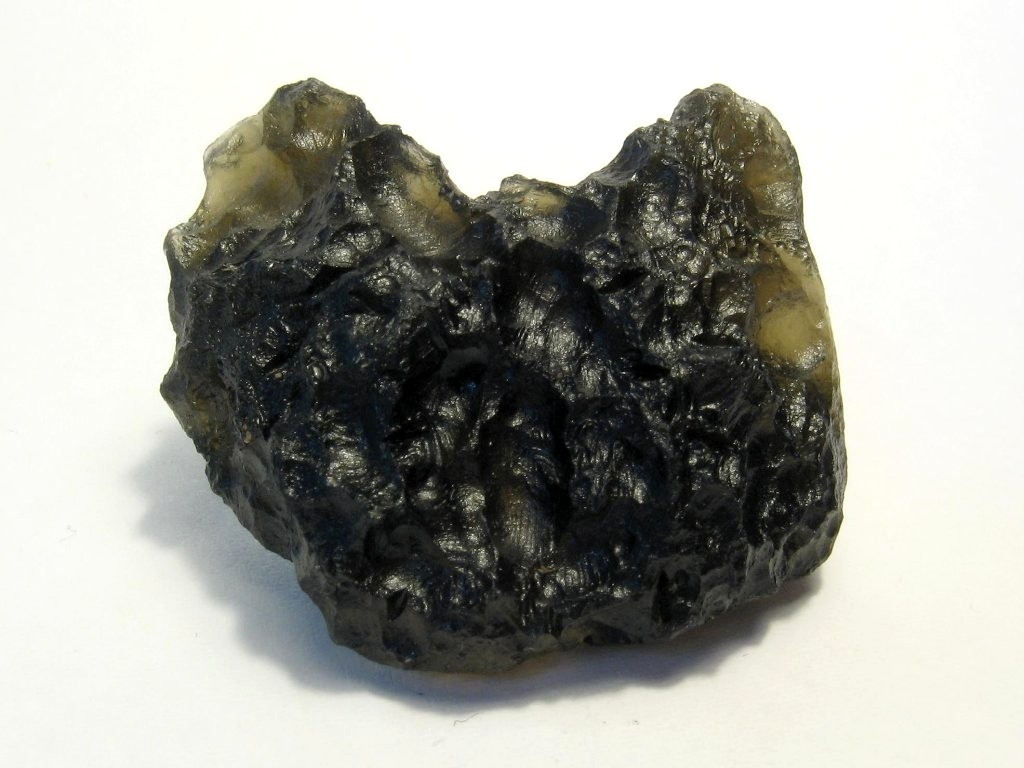
Mołdawit z Moraw, ciemniejszy od czeskich
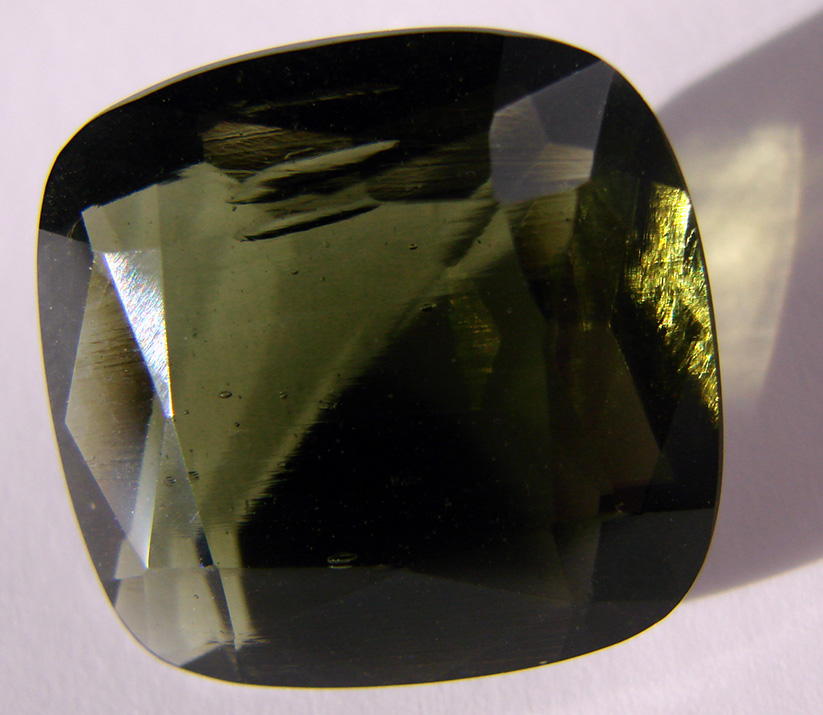
Wypolerowany mołdawit
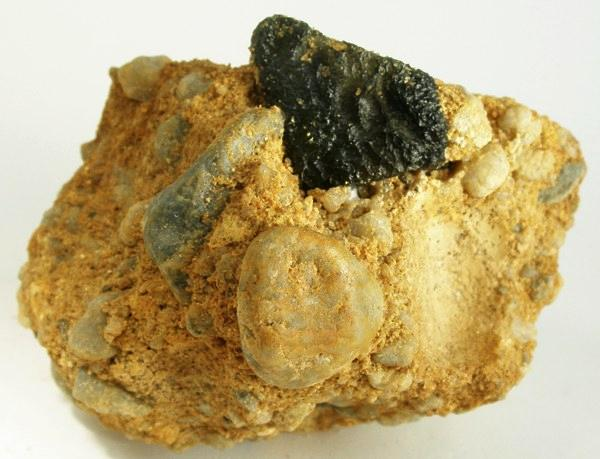
Mołdawit zanurzony w otoczaku